# 6 Dywizjon Artyleryjskiego Rozpoznania Pomiarowego
6 Samodzielny Dywizjon Artyleryjskiego Rozpoznania Pomiarowego. (6 sdarp) – pododdział artyleryjskiego rozpoznania pomiarowego ludowego Wojska Polskiego (poczta polowa nr 83885).
Dywizjon został sformowany w sierpniu 1944 roku, w rejonie Włodawy, w składzie 2 Dywizji Artylerii, według sowieckiego etatu nr 08/555 samodzielnego dywizjonu artyleryjskiego rozpoznania (ros. отдельный разведывательный артиллерийский дивизион). Jako jednostka organiczna 2 Dywizji Artylerii. 10 maja 1945 roku stan ewidencyjny liczył 206 żołnierzy, w tym 20 oficerów, 46 podoficer i 140 szeregowców. Do stanu etatowego brakowało 55 żołnierzy (21%).
W październiku 1945 roku dyon został włączony w skład 67 Pułku Artylerii Ciężkiej w Gnieźnie zachowując dotychczasową organizację. W lutym 1947 roku pododdział został wyłączony ze struktury pułku i usamodzielniony. Latem 1948 roku dywizjon został włączony w skład nowo powstałego Pułku Artyleryjskiego Rozpoznania Pomiarowego w miejscowości Szlaga.
 Obsada personalna dowództwa dywizjonu
- dowódca - mjr Mikołaj Kozennikow
- zastępca dowódcy ds. polit.-wych. - ppor. Jan Pyziak
- szef sztabu - por. Mikołaj Marenow

Struktura organizacyjna sdarp według etatu Nr 08/555
- dowództwo
- bateria rozpoznania topograficznego
- dwie baterie rozpoznania dźwiękowego
- pluton rozpoznania optycznego
- pluton fotogrametryczny